# Hippopsicon albopleurum
Hippopsicon albopleurum är en skalbaggsart som beskrevs av Stefan von Breuning 1949. Hippopsicon albopleurum ingår i släktet Hippopsicon och familjen långhorningar.
Artens utbredningsområde är:
- Kenya.
- Rwanda.

Inga underarter finns listade i Catalogue of Life.